# District de Kabirdham
Le district de Kabirdham (hindi : कबीरधाम  जिला) est un district  de l'état du Chhattisgarh en Inde.

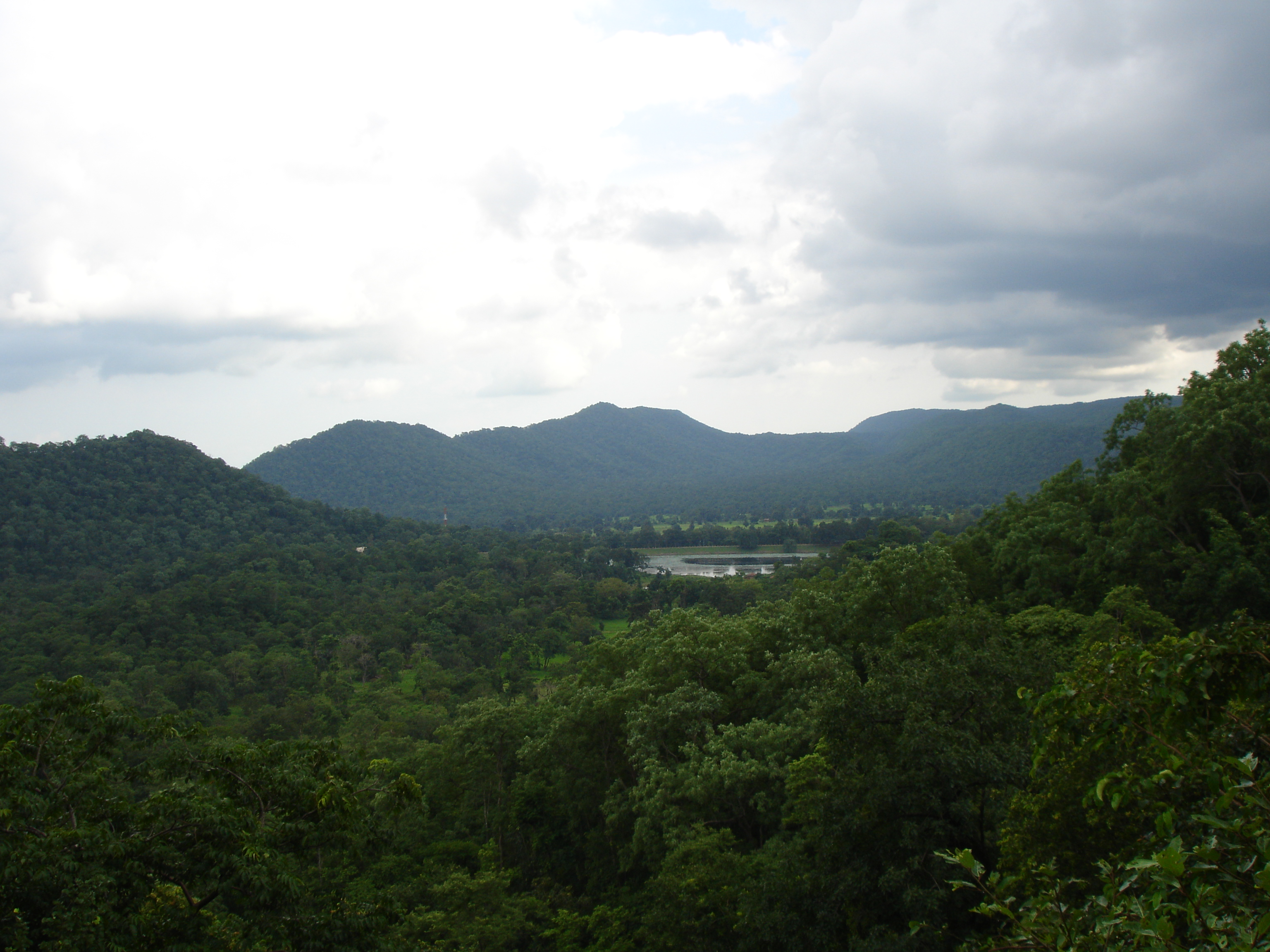
Les monts Maikal durant la saison des pluies.

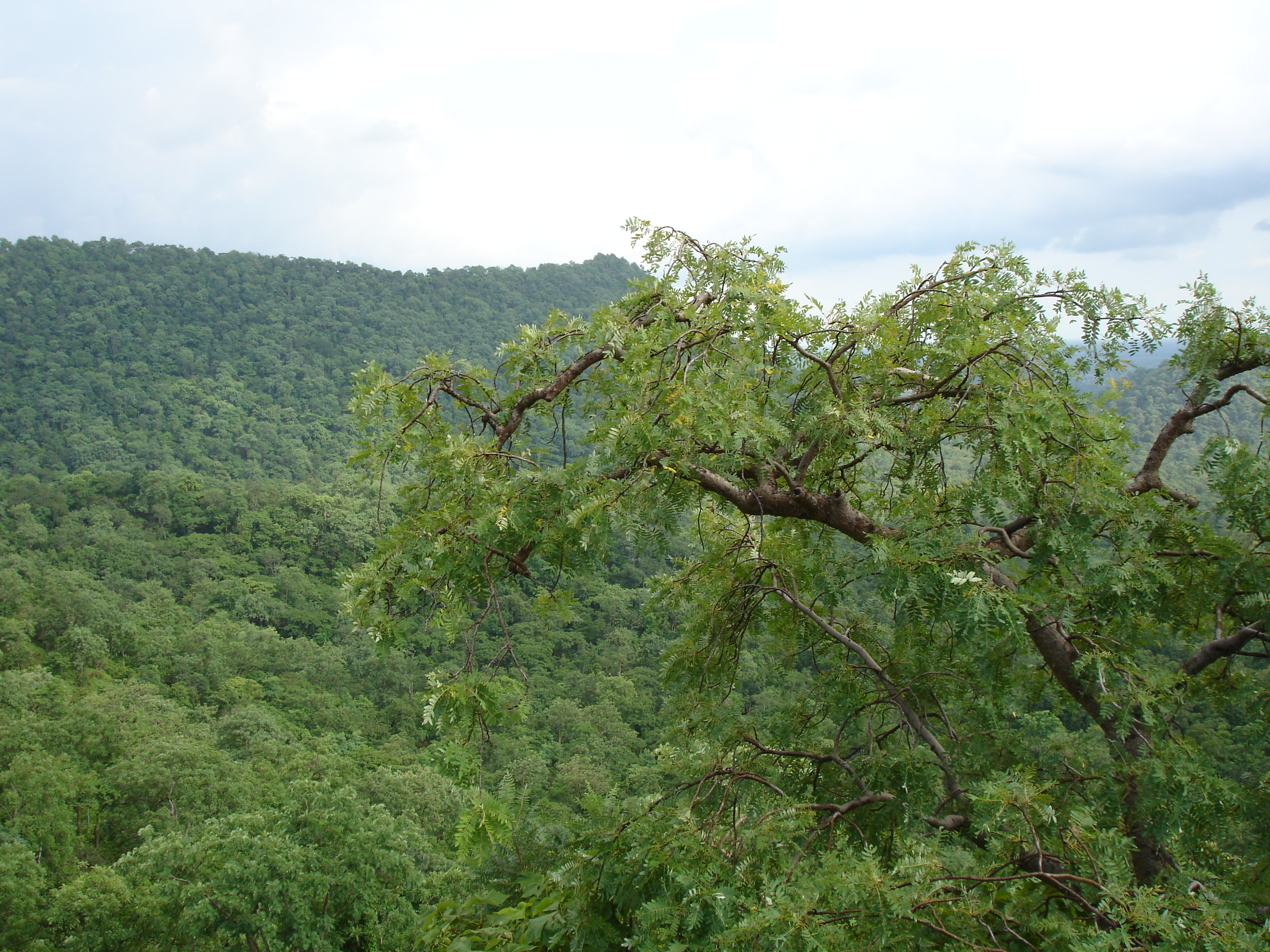
Plantes curatives du Kabirdham.

## Description
Au recensement de 2011, sa population compte 822 526 habitants pour une superficie de 4 235 km2.
Son chef-lieu est la ville de Kawardha. 